# Стебний
Стебни́й —  в Ясінянській селищній громаді Рахівського району Закарпатської області України.

## Географія
Через село тече річка Стебна, права притока Лазещини та струмок Бегенський.

## Історія
Перша згадка про село з'являється у 1725 році (як Sztebnik). Інші найменування села в різних документах та роках: 1828 — Sztebnyi, 1851 — Sztebnyi, 1863 — Stebna, Stepna Bach, 1892 — Sztebna, 1898 — Sztebnya, 1907 та 1918 — Dombhát, 1944 — Dombhát, Стебна, 1983 — Стебний, Стебный.
Німецькі переселенці на малих річках і потоках Закарпаття започаткували будівництво плотин (гаті, греблі, кляузи), за допомогою яких сплавляли плоти (дараби, бокори) по річці Тиса у низинні райони Закарпаття, а звідти й до Угорщини. Як згадується у історичних джерелах, перша така гать на території Рахівщини була побудована в урочищі Стебний поблизу с. Ясіня ще у 1724 році. Новоприбулі переселенці, в основному, були вихідцями німецького походження з Австрії – з Імюкдену, Ебензеє та Ішлю. Про німецькі родини зі Стебного є відомості, що вони з Ротевейзе.
Німецький вплив відчутний і в розмовній мові місцевого населення, яка увібрала в себе цілий ряд німецьких слів, що використовується у місцевому діалекті і по сьогоднішній день. Наприклад: шпайз – комора, шваґер – дівер, госундраґи – підтяжки, штрімфлі – носки, шваблики – сірники, анцуґ – костюм, біґляз – праска, фірґанки – занавіски, шурц – фартух, шутер – щебінь, штрека – залізниця, ташка – сумка, луфтовати – провітрювати, шпаціровати – гуляти, райбати – прати, мелдовати – повідомляти, штимовати – пасувати, підходити, фриштиковати – снідати, гобльовати – стругати, файний – гарний, шіковний – спритний, тощо.

## Населення
Згідно з переписом УРСР 1989 року чисельність наявного населення села становила 874 особи, з яких 391 чоловік та 483 жінки.
За переписом населення України 2001 року в селі мешкали 804 особи.

### Мова
Розподіл населення за рідною мовою за даними перепису 2001 року:
| Мова       | Відсоток |
| ---------- | -------- |
| українська | 99,63 %  |
| російська  | 0,25 %   |

## Релігійні об'єкти
У селі знаходиться єдина не перекритою бляхою церква середньогуцульського стилю, що давніше була присвячена св. Михайлу.
Чарують пропорції храму. Бічні прибудови невеличкі і не впливають на загальну базилічну форму, але вишукано акцентують бічні фасади. Сповнена грації проста чотирикутна башта з вікнами-голосницями вкрита чотирисхилим шатром, увінчаним маківкою з майстерно викуваним хрестом. Вівтарна частина церкви – п’ятигранна, з маленьким круглим віконцем на східній стіні, опасання лежить на фігурно оброблених випусках вінців зрубів. На західному фасаді – трапецієподібний фронтон. У 1930-х роках іконостас утворювали прикріплені одна біля одної ікони в простих рамах. “Царські двері” не мали багато різьблення, вся площина дверей декорувалася ажурною прорізкою в формі хрестів.
Нижче від церкви стоїть цікава дерев’яна дзвіниця, вкрита, як і церква, дерев’яними шинґлами. Нижній ярус дзвіниці зрубний, чотирикутний у плані, вкритий опасанням, що спирається на фігурні випуски. Верхній ярус – каркасний, восьмистінний, під вось-мисхилим шатровим дахом.
У 1921 р. Ф. Заплетал сфотографував у селі гарну дерев’яну каплицю XIX ст.